# Georgi Dantschow

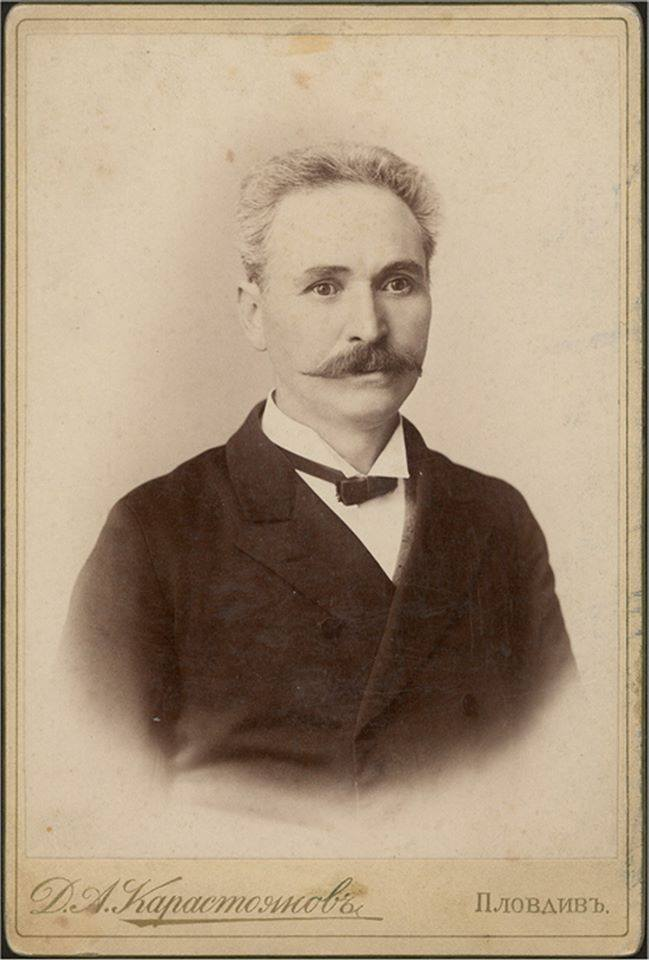
Georgi Dantschow – Sografina

Georgi Dantschow (bulgarisch Георги Данчов; * 27. Juli 1846 in Tschirpan; † 19. Januar 1908 in Sofia) war ein bulgarischer Renaissance-Künstler, Fotograf, Illustrator, Karikaturist, Comiczeichner und Revolutionär. Sein Künstlername lautete Sografina (bulgarisch Зографина).

## Leben
Wegen seines Engagements gegen die osmanische Herrschaft wurde er 1873 lebenslänglich nach Diyarbakir verbannt. 1876 gelang es ihm jedoch nach Russland zu emigrieren. Gemeinsam mit den russischen Truppen kehrte er im Zuge des Russisch-Osmanischen Kriegs der Jahre 1877/78 wieder nach Bulgarien zurück.
In seinem künstlerischen Wirken schuf er insbesondere Ikonen und Wandbilder. Von ihm sind jedoch auch viele als Ölbilder oder Lithografien erstellte Porträts bulgarischer Künstler und Aktivisten erhalten. Sein Werk wird als der Übergang von religiöser zu weltlicher realistischer Malerei beschrieben.

## Werke (Auswahl)
- Trojaner Reigentanz, 1866, Zyklus mit Motiven aus dem Leben der Bevölkerung